# Пениче, Юлиана
Юлиана Пениче (исп. Yuliana Peniche) (28 августа 1981, Мехико, Мексика) — мексиканская актриса и телеведущая.

## Биография
Родилась 28 августа 1981 года в Мехико. В мексиканском кинематографе дебютировала в возрасте 9-ти лет в фильме Эгоистичные матери и с тех пор снялась в 18 работах в кино и телесериалах. Телесериалы Алондра, Мария из предместья и Страсти по Саломее оказались успешными в карьере актрисы, т.к были проданы во многие страны мира, к тому же телесериал Мария из предместья оказался весьма популярным телесериалом у себя на родине в Мексике. После окончания средней школы поступила на курсы актёрского мастерства, пения и танцев в институт CEA при телекомпании Televisa. В 2002 году дебютировала в качестве телеведущей телепередачи VidaTV. В 2016 году подписала контракт с новой телекомпанией, производящего телесериалы — Nathalie Lartilleux Nicaud.

## Фильмография

### Телесериалы

#### Свыше 2-х сезонов
- 1985-2007 — Женщина, случаи из реальной жизни (17 сезонов; снималась с 1997 по 2005 год).
- 1995-2007 — Другая роль
- 2011-н. в. — Как говорится (6 сезонов) — Лаура.

#### Televisa
- 1991 — Эгоистичные матери — Кармен (ребёнок).
- 1995 — 
  - Алондра — Алондра (ребёнок).
  - Мария из предместья — Алисия Монтальбан Смит.
- 1999-2000 — Мечты юности — Джессика.
- 2000-01 — Страсти по Саломее — Моня.
- 2003 —
  - Моя любимая девочка — Лус.
  - Фата невесты — Анисета «Ани» Пас.
- 2007 — Чистая любовь — Маргарита.
- 2009 — Море любви — Рейна.
- 2011 — Сила судьбы — Кармен.
- 2013 — Непокорное сердце — Офелия.

### Nathalie Lartilleux Nicaud
- 2016 — Дорога к судьбе — Андреа.

## Телевидение

### Телеведущая
- 2001-06 — VidaTV (телеведущая с 2002 года по момент закрытия).